# Capone (filme)
Capone é um filme sobre o crime organizado nos Estados Unidos, estrelando Ben Gazzara, Harry Guardino, Susan Blakely e com participação de Sylvester Stallone. A película é livremente inspirada na biografia de Al Capone.

## Sinopse
O enredo trata da ascensão e queda do gângster de Chicago, Al Capone e do controle que manteve sobre a cidade durante a Lei seca. Incomumentemente, cobre rapidamente os anos após a prisão de Capone.

## Elenco
Lista do elenco principal:
- Ben Gazzara ... Al Capone
- Harry Guardino ... Johnny Torrio
- Susan Blakely ... Iris Crawford
- John Cassavetes ... Frankie Yale
- Sylvester Stallone ... Frank "The Enforcer" R. Nitti
- Frank Campanella ... Big Jim Colosimo
- John Orchard ... Dion O'Banion
- Carmen Argenziano ... Jack McGurn
- George Chandler ... Robert E. Crowe
- John Davis Chandler ... Hymie Weiss
- Royal Dano ... Anton Cermak
- Peter Maloney ... Jake Guzik
- Dick Miller ... Joe Pryor
- Robert Phillips ... Bugs Moran
- Martin Kove ... Peter Gusenberg
- Tony Giorgio ... Antonio Lombardo
- Johnny Martino ... Tony Amatto
- Tina Scala ... Mrs. Torrio